# 横須賀市立公郷中学校
横須賀市立公郷中学校（よこすかしりつ くごうちゅうがっこう）とは、神奈川県横須賀市公郷町にある市立中学校。

## 沿革
（沿革節の主要な出典は公式サイト）
- 1970年（昭和45年）4月 - 横須賀市立池上中学校公郷分校として開校。
- 1971年（昭和46年）4月 - 横須賀市立公郷中学校として独立。
- 1984年（昭和59年）4月 - 横須賀市立大矢部中学校が分離。
- 2005年（平成17年）4月 - 2学期制になる。

## 部活動

### 運動部
- 卓球部
- 柔道部
- 陸上部
- 野球部
- 男子ソフトテニス部
- 女子ソフトテニス部
- サッカー部
- バレーボール部
- 男子バスケットボール部
- 女子バスケットボール部

### 文化部
- 美術部
- 科学パソコン部
- 吹奏楽部

## 通学区域
2014年度は以下の通りである。
- 佐野町5丁目の内12番 - 26番、6丁目の内9番 - 33番
- 公郷町
- 小矢部1丁目10番 - 14番、3丁目の内16番 - 27番
- 根岸町3丁目（1番を除く）、4丁目、5丁目の内20番、21番、22番（1号 - 13号を除く）、23番、26番 - 30番
- 森崎1丁目、2丁目（17番、22番 - 26番除く）、4丁目35番

また、以下の地域は他校の通学区域であるが、通うことができる。
- 三春町5丁目74番 - 80番
- 小矢部町内会第14区
- 森崎2丁目17番10号 - 12号

## 進学前小学校
- 横須賀市立公郷小学校 - 全域
- 横須賀市立森崎小学校 - 森崎1丁目、2丁目（17番、22番 - 26番を除く）、4丁目35番

また、公立学校選択制により、以下の学校からも進学できる。
- 横須賀市立豊島小学校
- 横須賀市立鶴久保小学校
- 横須賀市立諏訪小学校
- 横須賀市立田戸小学校
- 横須賀市立池上小学校
- 横須賀市立城北小学校
- 横須賀市立衣笠小学校
- 横須賀市立大矢部小学校
- 横須賀市立森崎小学校 - 大矢部中学校が通学区域の地域
- 横須賀市立山崎小学校
- 横須賀市立大津小学校
- 横須賀市立根岸小学校
- 横須賀市立大塚台小学校 - 浦賀中学校が通学区域の地域は除く
- 横須賀市立久里浜小学校 - 久里浜中学校が通学区域の地域のみ
- 横須賀市立明浜小学校 - 久里浜中学校が通学区域の地域のみ
- 横須賀市立神明小学校 - 久里浜中学校が通学区域の地域のみ

## 交通
- 京浜急行バス 妙真寺バス停よりすぐ

## 著名な出身者
- 鈴木飛雄 (元俳優)
- 坂本堤 (弁護士)